# Rothenberg (Seßlach)
Rothenberg ist ein Gemeindeteil der oberfränkischen Stadt Seßlach und eine Gemarkung im Landkreis Coburg.

## Geographie
Das Dorf Rothenberg liegt etwa 18 Kilometer westlich von Coburg an einem Südhang oberhalb der Alster, einem Zufluss der Itz. Die Kreisstraße CO 6 verbindet den Ort mit dem benachbarten Heilgersdorf, die Kreisstraße CO 16 mit Seßlach und Oberelldorf. Auf der Gemarkung liegt nur das Dorf Rothenberg.

## Geschichte
Die erste urkundliche Erwähnung war im Jahr 1297, als das Kloster Langheim die Siedlung „Rotenberg“ von einer kleinen Gruppe von Grundherren erwarb. Später hatte das Kloster ganz Rothenberg in seinen Besitz gebracht. Der Ort gehörte damit zu den freien Mönchsdörfern des Klosteramtes Tambach.
1803 wurde als territorialer Teil des Hochstifts Bamberg das Kloster Langheim und damit auch dessen Klosteramt Tambach säkularisiert und Teil des Kurfürstentums Bayern. Im Januar 1806 nahm Graf Joseph Carl die Tambacher Lande als reichsunmittelbare Grafschaft Ortenburg-Tambach in Besitz. Im Oktober 1806 wurde die Grafschaft mediatisiert. Von Dezember 1806 bis 1814 gehörte Rothenberg als Teil des Tambacher Landes zum Großherzogtum Würzburg. Nach dessen Auflösung wurde das Herrschaftsgericht Tambach dem Mainkreis zugeordnet. 1862 erfolgte die Eingliederung Rothenbergs in das neu geschaffene bayerische Bezirksamt Staffelstein.
1871 hatte das Dorf 118 Einwohner, 37 Gebäude und 21 Wohnhäuser. 103 Personen gehörten zum Kirchsprengel der römisch-katholischen Pfarrkirche in Seßlach, ihre Kinder besuchten dort die Schule. 15 Bürger gehörten zu Kirchsprengel der evangelisch-lutherischen Pfarrkirche in Heilgersdorf. 1925 hatte das Dorf 135 Einwohner und 23 Wohnhäuser. 97 Personen gehörten zum Kirchsprengel der römisch-katholischen Pfarrkirche in Seßlach und 38 zu dem der evangelisch-lutherischen Pfarrkirche in Heilgersdorf. Im Jahr 1987 hatte das Dorf 110 Einwohner und 25 Wohnhäuser mit 33 Wohnungen.
1922 wurde das Sägewerk Georg Kaiser gegründet. Die Flurbereinigung erfolgte von 1964 bis 1978.
Am 1. Juli 1972 wurde der Landkreis Staffelstein aufgelöst. Seitdem gehörte die Gemeinde Rothenberg zum Landkreis Coburg. Im Zuge der bayerischen Gebietsreform wurde die Gemeinde aufgelöst und am 1. Mai 1978 in die Stadt Seßlach eingemeindet. In der Gemeinde gab es nur den Ort Rothenberg, die Gemeindefläche betrug etwa 467 Hektar.

## Einwohnerentwicklung
| Jahr | Einwohnerzahl |
| ---- | ------------- |
| 1871 | 00000118      |
| 1900 | 00000125      |
| 1925 | 00000135      |
| 1950 | 00000151      |
| 1961 | 00000129      |
| 1970 | 00000140      |
| 1987 | 00000110      |
| 2015 | 00000094      |
| 2025 | 00000097      |

## Sehenswürdigkeiten

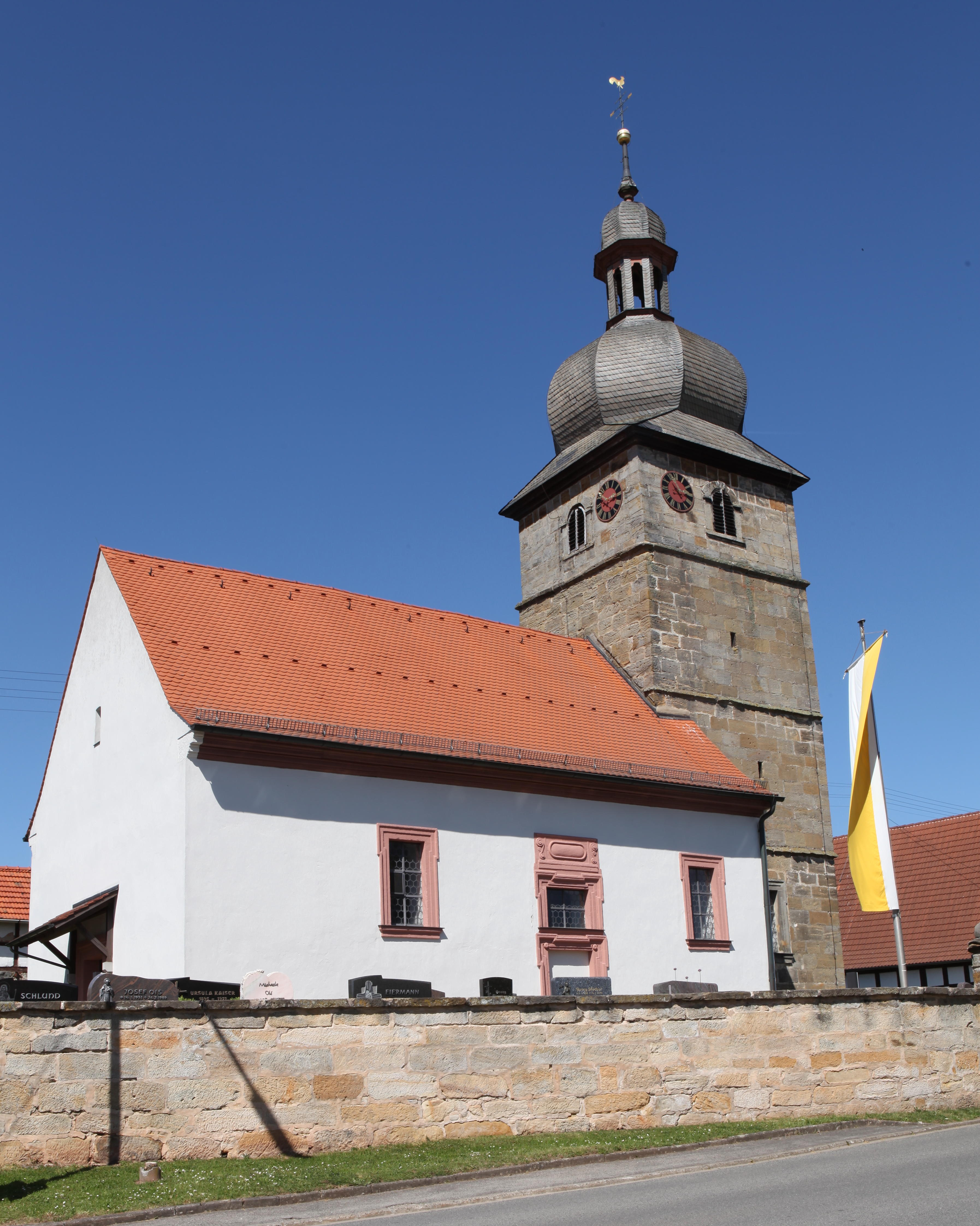
Katholische Filialkirche St. Laurentius

Die katholische Filialkirche St. Laurentius stammt im Kern aus dem 13. Jahrhundert, wie frühgotische Bauelemente im Kirchturm in seinen beiden unteren Stockwerken belegen. Ein schlechter Bauzustand führte ab 1741 zu einer umfangreichen Sanierung der Chorturmkirche. Dabei wurden am Langhaus die gesamte Nordwand, Teile der westlichen Giebelwand und das Dach erneuert sowie eine neue Empore eingebaut. Der Kirchturm wurde um zwei Mauerwerksgeschosse aufgestockt und mit einem Kuppeldach versehen. Zur Ausstattung gehört ein bauzeitlicher Hochaltar mit dem Altarbild des heiligen Laurentius.